# Alpha Kappa Alpha
Alpha Kappa Alpha, vollständiger Name Alpha Kappa Alpha Sorority, Incorporated ist eine US-amerikanische Sorority. Sie ist die erste von Afroamerikanerinnen gegründete Hochschulschwesternschaft.

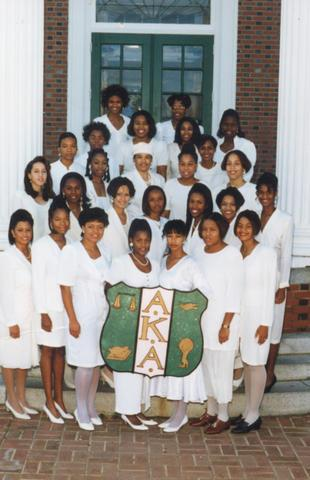
Alpha Kappa Alpha, Alpha Epsilon Chapter, 1994

## Geschichte

### Entstehung
1908 gründete Ethel Hedgemon die Schwesternschaft zusammen mit acht anderen afroamerikanischen Studentinnen an der Howard University. Damals gab es in den Vereinigten Staaten nur etwa 1000 Afroamerikaner, die an höheren Bildungsinstitutionen eingeschrieben waren. 1913 wurde die Schwesternschaft in Washington, D.C. Incorporated.
1915 hielt die Sorority ihre erste Political Action Conference mit dem Politiker Martin B. Madden ab. 1921 begann sie mit der Herausgabe eines Journals, des Ivy Leaf. Sie bat Präsident Warren G. Harding in einem Telegramm, sich für die Verabschiedung des Dyer-Anti-Lynch-Gesetzes einzusetzen. 1928 gründete sie den Ethel Hedgemon Lyle Fund zur Unterstützung ihrer Mitglieder. 1934 unterstützte sie eine Gesundheitsinitiative für Afroamerikaner im Mississippidelta; 1939 wurde sie als erste Organisation zeitlich unbeschränktes Mitglied der NAACP. Constance Baker Motley, die den ersten Klageschriftsatz für das Verfahren Brown v. Board of Education verfasste, durch das der Supreme Court die Regel separate but equal kippte, war Mitglied bei AKA.
1964 besuchte Martin Luther King den Nationalkonvent in Philadelphia, seine Ehefrau Coretta Scott King wurde Ehrenmitglied. In den 1970er- bis 2000er-Jahren engagierte sich die Schwesternschaft auch in Hilfsprojekten in Afrika sowie in der Gesundheitsfürsorge, in den 2010er-Jahren legte sie ein Unterstützungsprogramm für Mittelschülerinnen auf.

### Gegenwart

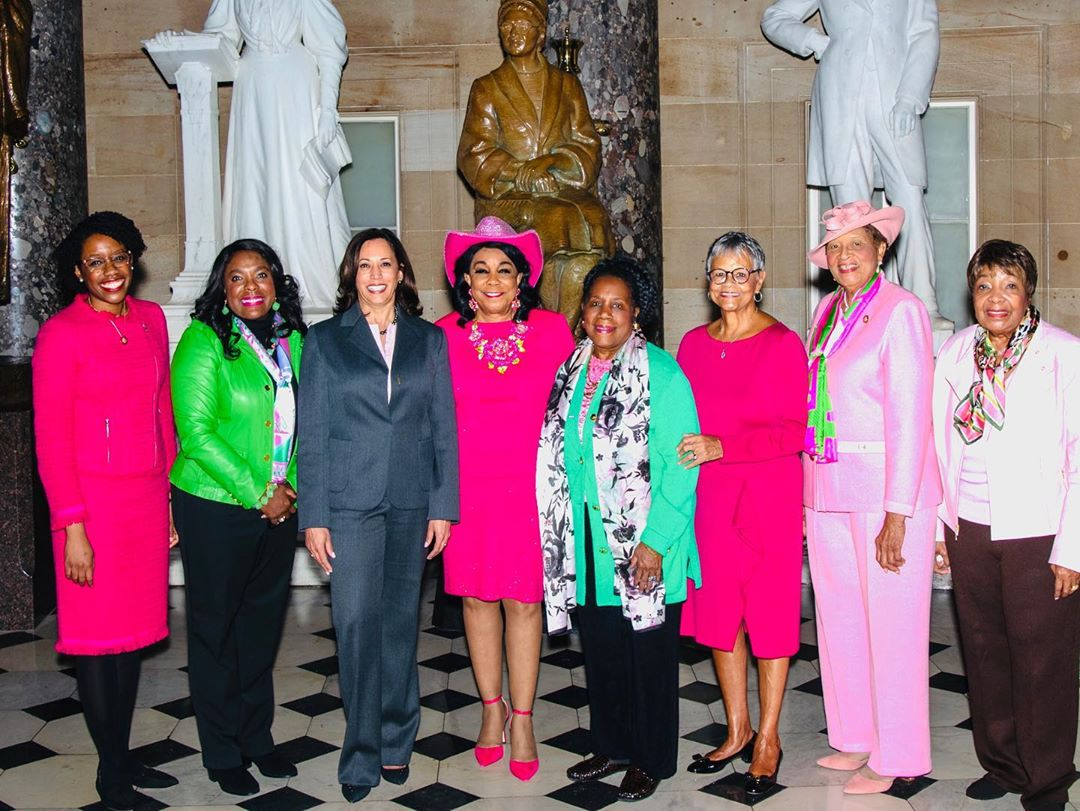
Mitglieder der AKA-Schwesternschaft mit Kamala Harris (3. von links)

2024 hat die Schwesternschaft 360.000 Mitglieder und 1024 Chapters (Untergliederungen) in zwölf Ländern. Die Farben der Verbindung sind Lachsrosa und Apfelgrün, ihr Symbol ist ein Efeublatt. Sie gehört zu den Divine Nine, den besonders traditionsreichen afroamerikanischen Studentenverbänden.

## Regionen und Chapters
In den Vereinigten Staaten ist Alpha Kappa Alpha in neun Regionen unterteilt: North Atlantic, Mid-Atlantic, South Atlantic, Great Lakes, South Eastern, South Central, Central, Mid-Western, Far Western. Unter der zehnten Region International werden die nichtamerikanischen Chapter zusammengefasst.

### North Atlantic
In der Region North Atlantic gibt es über 16.000 Mitglieder in 144 (155) Chapters, verteilt über zwölf Bundesstaaten. Hier wurde 1908 auch das erste Alpha Chapter an der Howard University gegründet. Die Region hat die Säulen: „Fellowship, Innovation, Respect, Serve and Thrive.“ (Kameradschaft, Innovation, Respekt, Dienen und Gedeihen); ihre Leitprinzipien sind: „sisterliness, competence and discretion“ (Schwesternschaft, Kompetenz und Diskretion).

### Great Lakes
In der Region Great Lakes gibt es über 7000 Mitglieder in 89 (97) Chapters, verteilt über fünf Bundesstaaten. Ihr Prinzip ist „Greater Together“ (Gemeinsam größer). Die Region wurde 1924 gegründet und hieß ursprünglich North Central Region. Das erste Hochschulchapter der Region war Zeta, das 1916 an der Wilberforce University in Wilberforce, Ohio, gegründet wurde. Alpha Omega, das erste Hochschulchapter der Schwesternschaft, wurde 1917 als Eta-Kapitel auf dem Campus der Western Reserve University in Cleveland gegründet. Der Name wurde später in Alpha Omega geändert. Das jüngste Studentenchapter ist Upsilon Lambda an der State University of New York in Buffalo, das am 21. November 2021 gegründet wurde. Das jüngste Hochschulchapter der Region ist Alpha Beta Beta Omega, das am 5. Dezember 2021 in Canton, Ohio gegründet wurde.

### Central
In der Region Central gibt es über 8200 Mitglieder in 94 (95) Chapters, verteilt über zehn Bundesstaaten. Die Central Region wurde 1919 am Ende des zweiten Boule im War Camp Community Center in Chicago gegründet. Die Region besteht aus Illinois, Indiana, Kentucky, Wisconsin, Minnesota, North Dakota, South Dakota und dem südöstlichen Teil von Missouri. Die Central Region ist der Sitz der Zentrale von Alpha Kappa Alpha, die sich in der 5656 South Stony Island Avenue in Chicago befindet. Zwei der ältesten Chapters der Schwesternschaft, Beta (Chicago Citywide), gegründet 1913, und Gamma (University of Illinois at Urbana-Champaign), gegründet 1914, befinden sich in der Central Region und wurden von Beulah Burke gegründet.

### Mid-Atlantic
In der Region Mid-Atlantic gibt es über 13.000 Mitglieder in 131 Chapters, verteilt über zwei Bundesstaaten. Aufgrund einer regionalen Neuordnung wurde die Region Mid-Atlantic auf dem Boule-Treffen 1953 ins Leben gerufen.

### South Eastern
In der Region South Eastern gibt es über 12.000 (14.000) Mitglieder in 110 (116/118) Chapters, verteilt über drei Bundesstaaten. Das älteste Studenten-Chapter ist das Pi-Chapter, das am 6. April 1921 am Meharry Medical College gegründet und im April 1927 an die Fisk University verlegt wurde. Das älteste Chapter für Hochschulabsolventen ist Omicron Omega, das am 24. Oktober 1924 in Birmingham, Alabama, gegründet wurde.

### Mid-Western
In der Region Mid-Western gibt es über 2000 Mitglieder in 45 (49) Chapters, verteilt über acht Bundesstaaten. In enger Zusammenarbeit mit Präsidentin Nellie Quander gründete Beulah Burke die ersten drei Chapter außerhalb von Washington D.C. Eines davon, das Delta Chapter, wurde 1915 auf dem Campus der University of Kansas in Lawrence, Kansas, gegründet, nur zwei Jahre nach der Gründung der Schwesternschaft.

### South Atlantic
In der Region South Atlantic gibt es über 30.000 Mitglieder in 183 Chapters, verteilt über drei Bundesstaaten. Ihre Prinzipien sind: „Transcend, Unite, Nurture and Empower“ (Überschreiten, vereinen, nähren und befähigen). Auf dem Boule-Treffen 1953 in St. Louis stimmten die Mitglieder der Schwesternschaft für eine Verfassungsänderung, die die Region Südatlantik und die Region Südost neu ordnen sollte. Die südatlantische Region umfasste damals Virginia, North Carolina und South Carolina. Die südöstliche Region bestand aus Tennessee, Mississippi, Alabama, Georgia und Florida. Bei der Abstimmung wurde die Region Südost verkleinert und die heutige Region Südatlantik geschaffen, die sich aus Florida, Georgia und South Carolina zusammensetzt.

### South Central
In der Region South Central gibt es über 30.000 Mitglieder in 134 (120) Chapters, verteilt über vier Bundesstaaten. 1924 ernannte die Leitung der Alpha Kappa Alpha Sorority Mitglieder verschiedener lokaler Gebiete zu „Organizern“, um die Sorority über ihre damals 32 Chapter hinaus zu erweitern. In denselben Jahren wurden die Chapter in Regionen eingeteilt, die nach geografischen Gesichtspunkten und der Bevölkerungsdichte gebildet wurden. Die Gründung des ersten Chapters der South Central Region ist historisch mit diesen Ereignissen verknüpft. Das Phi Chapter in Marshall, Texas, auf dem Campus des Wiley College wurde im November 1924 gegründet. Es war das erste Chapter, das westlich des Mississippi gechartert wurde, und bestand aus Mitgliedern mit und ohne Hochschulabschluss.

### Far Western
In der Region Far Western gibt es über 5.000 Mitglieder in 75 Chapters, verteilt über neun Bundesstaaten. 1920 hatte Ida Louise Jackson die Idee, auf dem Campus der University of California, Berkeley, ein Chapter für junge schwarze Studentinnen zu gründen. Ein „Club“ wurde gegründet, und das nationale Büro von Alpha Kappa Alpha beauftragte Inez Wood Fairfax mit der Gründung einer Ortsgruppe in der San Francisco Bay Area. Am 21. August 1921 wurde mit der Gründung des Rho Chapters die Region Far Western gegründet.

### International
In der Region International gibt es 18 Chapters, verteilt über zwölf Länder und Regionen: Kanada, Nigeria, Liberia, Bahamas, US-Jungferninseln, Vereinigte Arabische Emirate, Japan, Südafrika, Südkorea und Bermuda. Darunter befindet sich seit dem 24. November 1979 auch im deutschen Ramstein das Chapter Mu Psi Omega.

#### Seit den 1950er-Jahren
Bereits vor der Gründung der Internationalen Region lebten die Mitglieder von Alpha Kappa Alpha auf der ganzen Welt verteilt, allerdings war die Sorority zu dem Zeitpunkt lediglich in den USA organisatorisch vertreten. In den 1950er-Jahren wurde die Wissenschaftlerin Anne E. Cooper als erste Frau zur Dekanin der Universität von Liberia ernannt. Sie führte eine Gruppe von Mitgliedern der Schwesternschaft an, die während des nationalen Kongresses 1954 einen Antrag auf Gründung eines Kapitels von Alpha Kappa Alpha in Monrovia stellte. 1958 wurde das Chapter Eta Beta Omega als erstes Chapter außerhalb der Vereinigten Staaten gegründet. Cooper wurde die Präsidentin des Kapitels.
Die Mitglieder der Schwesternschaft, die 1958 an der Reise zum Goldenen Jubiläum teilnahmen, begleiteten die 15. internationale Präsidentin Marjorie Holloman Parker nach Europa und Afrika. In Afrika besuchten sie die Mitglieder von Eta Beta Omega, bevor sie nach Ghana und Nigeria weiterreisten. Im Laufe der Jahre hatte Eta Beta Omega viele bemerkenswerte Mitglieder, darunter die ehemalige liberianische Präsidentin Ellen Johnson Sirleaf, die als erste Frau auf dem afrikanischen Kontinent zum Staatsoberhaupt gewählt wurde und den Friedensnobelpreis erhielt. Angie Brooks war die erste afrikanische Frau, die die Generalversammlung der Vereinten Nationen leitete.
1963 wurde das Chapter Eta Psi Omega in Nassau auf den Bahamas als zweites Schwesternschaftschapter außerhalb der USA gegründet. 1978 wurde Mu Gamma Omega in St. Croix auf den US-Jungferninseln das dritte internationale Chapter der Schwesternschaft. 1979 dehnte die 20. internationale Präsidentin der Schwesternschaft, Barbara K. Phillips, mit der Gründung des Mu Psi Omega Chapters die Reichweite der Schwesternschaft auf Deutschland aus.

#### 1980–2000
In Liberia kam es 1980 zu einer Instabilität, die mehrere Jahre andauerte. Während dieser Zeit wurde das Eta Beta Omega Chapter inaktiv. 2007 wurde das Chapter reaktiviert.
Die 22. internationale Präsidentin der Schwesternschaft, Janet Jones Ballard, beabsichtigte eine weitere globale Expansion der Schwesternschaft. Sie führte das nationale Programmthema „Service with a Global Perspective“ ein. Während dieser Zeit erlebte die Schwesternschaft ihre erfolgreichsten Jahre des internationalen Wachstums und Einsatzes. Das Chapter Pi Upsilon Omega wurde 1987 in Freeport, Grand Bahama, gegründet. 1988 wurde das Kapitel Rho Nu Omega in Südkorea gegründet. Das nächste Chapter, das gechartert wurde, war Sigma Theta Omega in St. Thomas/St. John auf den U.S. Virgin Islands im Jahr 1990. Ebenfalls 1990 wurde das Kapitel Sigma Xi Omega auf den Bermudas gechartert.
Zwischen 1996 und 2000 wurden die ersten beiden internationalen Undergraduate-Chapter der Schwesternschaft auf den Jungferninseln der Vereinigten Staaten gegründet. Rho Xi in St. Croix und Rho Omicron in St. Thomas waren die ersten „griechischen Studentenverbindungen“, die auf dem Campus der University of the Virgin Islands gegründet wurden.

#### Seit 2000
Norma Solomon White führte Alpha Kappa Alpha in eine Partnerschaft mit Leon Sullivans International Foundation for Education and Self-Help (IFESH), die dazu dienen sollte, die Armut in Afrika südlich der Sahara zu verringern. Die Schwesternschaft baute in Südafrika nach der Apartheid zehn Schulen. Eine Delegation weihte die Schulen 2000 und 2002 ein.
Im Jahr 2000 wurde das zweite asiatische Chapter von Alpha Kappa Alpha, Phi Omicron Omega in Okinawa, Japan gegründet. 2006 wurde Psi Beta Omega in Tokio gegründet und erhöhte damit die Zahl der asiatischen Chapter der Schwesternschaft auf drei. Das Chapter Tau Sigma Omega in London wurde 2006 aufgelöst.
Mit der Gründung des Psi Delta Omega Chapters in Ontario, Kanada im Jahr 2007 vergrößerten sich die Schwesternschaft erneut. Das Tau Nu Chapter wurde 2012 an der University of the Bahamas (ehemals College of the Bahamas) in Nassau gechartert.
2013 wurde das Chapter Psi Tau Omega in Südafrika gechartert, das Johannesburg, Pretoria, Soweto und Kapstadt bedient. Das Dienstprojekt der Chartergruppe mit Stop Hunger Now im Jahr 2014 führte zu einer internationalen Initiative, bei der mehr als 285.000 Mahlzeiten verpackt wurden.
Das Omega Theta Omega Chapter wurde 2016 in Dubai, Vereinigte Arabische Emirate gechartert. Alpha Alpha Delta Omega wurde das erste Chapter mit vier Buchstaben in der Region und das zweite kanadische Chapter, als es 2018 in Toronto gechartert wurde.
Die aus Jamaika stammende Joy Elaine Daley diente während der Covid-19-Pandemie. Darüber hinaus setzte sie 2021 die Expansion der Region in Afrika mit der Gründung von Alpha Alpha Omega Omega in Lagos, Nigeria fort.

## Bekannte Mitglieder
- Kamala Harris (* 1964), Politikerin
- Constance Baker Motley (1921–2005), Juristin
- Toni Morrison (1931–2019), Schriftstellerin
- Sheila Jackson Lee (1950–2024), Politikerin

### Ehrenmitglieder
- Rosa Parks (1913–2005), Bürgerrechtlerin
- Ella Fitzgerald (1917–1996), Jazz-Sängerin
- Coretta Scott King (1927–2006), Bürgerrechtlerin